# Saint-Martin-sur-Armançon
Saint-Martin-sur-Armançon är en kommun i departementet Yonne i regionen Bourgogne-Franche-Comté i norra Frankrike. Kommunen ligger i kantonen Cruzy-le-Châtel som tillhör arrondissementet Avallon. År 2022 hade Saint-Martin-sur-Armançon 141 invånare.

## Befolkningsutveckling
Antalet invånare i kommunen Saint-Martin-sur-Armançon
| Referens: INSEE |